# 245 km (obwód kałuski)
245 km (ros. 245 км) – przystanek kolejowy w pobliżu miejscowości Głazowo, w rejonie suchinickim, w obwodzie kałuskim, w Rosji. Położony jest na linii Moskwa – Briańsk – Kijów.